# Undo (Lied)
Undo  ist ein englischsprachiges Lied der schwedischen Sängerin Sanna Nielsen. Es wurde von Fredrik Kempe, David Kreuger und Hamed „K-One“ Pirouzpanah komponiert und erstmals während des zweiten Semi-Finales der schwedischen Vorentscheidung zum Eurovision Song Contest 2014, dem Melodifestivalen, wo sie es auch ins Finale schaffte, am 8. Februar 2014 präsentiert.
Die Ballade wurde offiziell am 23. Februar 2014 veröffentlicht.

## Hintergrund
Das Lied wurde im Rahmen des zweiten Halbfinals des Melodifestivalens 2014 zum ersten Mal öffentlich vorgetragen. Sanna Nielsen qualifizierte sich direkt für das Finale. Dort setzte sie sich mit einem Vorsprung von zwei Punkten gegenüber Ace Wilders Lied Busy Doin’ Nothin’ durch, die zwar das Juryvoting für sich entscheiden könnte, aber nicht das Televoting. Bei den Zuschauern setzte sich Sanna Nielsen mit ihrem Lied durch. Somit vertrat sie mit diesem Lied Schweden beim Eurovision Song Contest 2014 in Kopenhagen (Dänemark). Im Finale des 59. Eurovision Song Contests am 10. Mai belegte Sanna Nielsen mit ihrem Lied mit 218 Punkten den dritten Platz hinter den Niederlanden und dem Gewinner Österreich.

## Chartplatzierungen
| Jahr | Titel Album | Höchstplatzierung, Gesamtwochen, AuszeichnungChartplatzierungen (Jahr, Titel, Album, Platzierungen, Wochen, Auszeichnungen, Anmerkungen) | Höchstplatzierung, Gesamtwochen, AuszeichnungChartplatzierungen (Jahr, Titel, Album, Platzierungen, Wochen, Auszeichnungen, Anmerkungen) | Höchstplatzierung, Gesamtwochen, AuszeichnungChartplatzierungen (Jahr, Titel, Album, Platzierungen, Wochen, Auszeichnungen, Anmerkungen) | Höchstplatzierung, Gesamtwochen, AuszeichnungChartplatzierungen (Jahr, Titel, Album, Platzierungen, Wochen, Auszeichnungen, Anmerkungen) | Höchstplatzierung, Gesamtwochen, AuszeichnungChartplatzierungen (Jahr, Titel, Album, Platzierungen, Wochen, Auszeichnungen, Anmerkungen) | Anmerkungen                                                                                        |
| Jahr | Titel Album | DE | AT | CH | UK | SE | Anmerkungen                                                                                        |
| ---- | ----------- | --- | --- | --- | --- | --- | -------------------------------------------------------------------------------------------------- |
| 2014 | Undo 7      | DE32 (1 Wo.)DE | AT12 (3 Wo.)AT | CH11 (2 Wo.)CH | UK40 (1 Wo.)UK | SE2 Gold · (16 Wo.)SE | Autoren: David Kreuger, Fredrik Kempe, Hamed Pirouzpanah Platz 3 beim Eurovision Song Contest 2014 |